# Gleb Sergejewitsch Galperin
Gleb Sergejewitsch Galperin (russisch Глеб Сергеевич Гальперин; * 25. Mai 1985 in Moskau) ist ein russischer Wasserspringer. Galperin lebt und trainiert in Moskau und studiert nebenbei Sportwissenschaften. Die Erfolge im Synchronspringen erzielt er mit seinem Trainingspartner Dmitri Dobroskok.

## Erfolge
- Sechster im Turmspringen (Synchron) bei den Olympischen Spielen 2004 in Athen
- Weltmeister 2005 in Montreal im Turmspringen (Synchron), Bronzemedaille im Einzel vom 10-m-Turm
- Europameister 2006 in Budapest im Turmspringen (Synchron) und im Einzel vom 10-m-Turm
- Weltmeister 2007 in Melbourne im Turmspringen von 10-m-Turm.